# Clemensschlössl

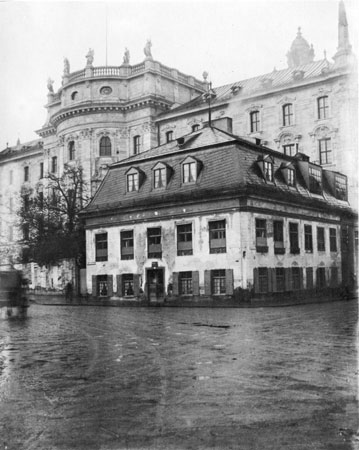
Clemensschlössl

Das Clemensschlössl ist ein ehemaliges Schloss in München.  

## Geschichte
Das Schloss wurde vor 1752 auf dem Gelände des ehemaligen Münchner Herzoggartens für den Kölner Erzbischof und Kurkölner Fürsten Clemens August von Bayern erbaut. Ab 1804 diente es als Amtssitz und Wohnung des Hofgartenintendaten Friedrich Ludwig Sckell. 1827 wurde es für das Kadettenkorps erweitert und um 1895 nach dem Bau des Justizpalastes abgerissen.